# Solidificación

Este diagrama muestra la nomenclatura para las diferentes transiciones de fase su relación con la variación de la entalpía.

La solidificación es una transición de fase en la que un líquido (como el agua) se convierte en un sólido (hielo), no al disminuir su temperatura, sino al aumentar la presión a la que se encuentra sometido. En contraste, la congelación es un proceso similar en el que un líquido se convierte en un sólido cuando su temperatura desciende por debajo de su punto de congelación. A pesar de esta distinción técnica, los dos procesos son muy similares y los dos términos se usan indistintamente.
Para la mayoría de las sustancias, los puntos de fusión y congelación son la misma temperatura; sin embargo, ciertas sustancias poseen diferentes temperaturas de transición sólido-líquido. Por ejemplo, el agar muestra una histéresis en su punto de fusión y punto de congelación. Se derrite a 85 °C (185 °F) y se solidifica de 32 °C a 40 °C (89.6 °F a 104 °F).

## Cristalización
La mayoría de los líquidos se congelan por cristalización, formando un sólido cristalino a partir del líquido uniforme. Esta es una transición de fase termodinámica de primer orden, lo que significa que, mientras coexistan el sólido y el líquido, la temperatura de todo el sistema permanece casi igual al punto de fusión debido a la eliminación lenta del calor cuando entra en contacto con el aire, que es un mal conductor del calor. Debido al calor latente de fusión, la congelación se ralentiza en gran medida y la temperatura ya no bajará una vez que comience la congelación, pero continuará disminuyendo una vez que finalice. La cristalización consiste en dos eventos principales, la nucleación y el crecimiento de cristales. La nucleación es el paso en el que las moléculas comienzan a reunirse en grupos, a escala nanométrica, organizándose de una manera definida y periódica que define la estructura cristalina. El crecimiento del cristal es el crecimiento subsiguiente de los núcleos que logran alcanzar el tamaño crítico del grupo.

## Superenfriamiento
A pesar de la segunda ley de la termodinámica, la cristalización de líquidos puros generalmente comienza a una temperatura más baja que el punto de fusión, debido a la alta energía de activación de la nucleación homogénea. La creación de un núcleo implica la formación de una interfaz en los límites de la nueva fase. Se gasta algo de energía para formar esta interfaz, en función de la energía de la superficie de cada fase. Si un núcleo hipotético es demasiado pequeño, la energía que se liberaría al formar su volumen no es suficiente para crear su superficie, y la nucleación no se produce. La congelación no comienza hasta que la temperatura es lo suficientemente baja como para proporcionar suficiente energía para formar núcleos estables. En presencia de irregularidades en la superficie del recipiente que contiene, impurezas sólidas o gaseosas, cristales sólidos preformados u otros nucleadores, puede producirse una nucleación heterogénea, donde se libera una parte de la energía por la destrucción parcial de la interfaz anterior, elevando el punto de sobreenfriamiento a estar cerca o igual al punto de fusión. El punto de fusión del agua a 1 atmósfera de presión está muy cerca de 0 °C (32 °F, 273.15 K), y en presencia de sustancias nucleantes, el punto de congelación del agua está cerca del punto de fusión, pero en ausencia de los nucleadores de agua pueden enfriarse hasta -40 °C (−40 °F, 233 K) antes de la congelación. Bajo presión alta (2,000 atmósferas), el agua se enfriará hasta −70 °C (−94 °F, 203 K) antes de la congelación.

## Exotermicidad
La congelación es casi siempre un proceso exotérmico, lo que significa que a medida que el líquido cambia a sólido, se libera calor y presión. Esto se ve a menudo como contraintuitivo, ya que la temperatura del material no se eleva durante la congelación, excepto si el líquido se enfrió en exceso. Pero esto se puede entender, ya que el calor debe eliminarse continuamente del líquido de congelación o el proceso de congelación se detendrá. La energía liberada al congelarse es un calor latente, y se conoce como entalpía de fusión y es exactamente la misma que la energía requerida para fundir la misma cantidad de sólido.
El helio a baja temperatura es la única excepción conocida a la regla general. El helio-3 tiene una entalpía negativa de fusión a temperaturas por debajo de 0.3 K. El helio-4 también tiene una entalpía de fusión muy ligeramente negativa por debajo de 0.8 K. Esto significa que, a presiones constantes apropiadas, se debe agregar calor a estas sustancias para congelarlos.

## Vitrificación
Ciertos materiales, como el vidrio y el glicerol, pueden endurecerse sin cristalizar; estos se llaman sólidos amorfos. Los materiales amorfos y algunos polímeros no tienen un punto de congelación, ya que no hay un cambio brusco de fase a ninguna temperatura específica. En cambio, hay un cambio gradual en sus propiedades viscoelásticas en un rango de temperaturas. Dichos materiales se caracterizan por una transición vítrea que se produce a una temperatura de transición vítrea, que puede definirse aproximadamente como el punto de "pivote" de la densidad del material frente al gráfico de temperatura. Debido a que la vitrificación es un proceso de no equilibrio, no se califica como congelación, lo que requiere un equilibrio entre el estado cristalino y el líquido.

## Expansión
Algunas sustancias, como el agua y el bismuto, se expanden cuando se congelan.

## Congelación de organismos vivos
Muchos organismos vivos pueden tolerar períodos prolongados de tiempo a temperaturas por debajo del punto de congelación del agua. La mayoría de los organismos vivos acumulan crioprotectores como las proteínas antinucleantes, los polioles y la glucosa para protegerse contra el daño del congelamiento por los cristales de hielo afilados. La mayoría de las plantas, en particular, pueden alcanzar con seguridad temperaturas de −4 °C a −12 °C. Ciertas bacterias, especialmente Pseudomonas syringae, producen proteínas especializadas que sirven como potentes nucleadores de hielo, que utilizan para forzar la formación de hielo en la superficie de varias frutas y plantas a aproximadamente -2 °C. La congelación causa lesiones en los epitelios y hace que los nutrientes de los tejidos vegetales subyacentes estén disponibles para las bacterias.

### Bacterias
Según los informes, tres especies de bacterias, Carnobacterium pleistocenium, así como Chryseobacterium greenlandensis y Herminiimonas glaciei, han revivido después de sobrevivir por miles de años congeladas en el hielo.

### Plantas
Muchas plantas se someten a un proceso llamado endurecimiento en frío, que les permite sobrevivir a temperaturas por debajo de 0 °C durante semanas o meses.

### Animales
El nematodo Haemonchus contortus puede sobrevivir a 44 semanas congelado a temperaturas de nitrógeno líquido. Otros nematodos que sobreviven a temperaturas por debajo de 0 °C incluyen Trichostrongylus colubriformis y Panagrolaimus davidi. Muchas especies de reptiles y anfibios sobreviven a la congelación. Ver criobiología para una discusión completa.
Los gametos humanos y los embriones de 2, 4 y 8 células pueden sobrevivir a la congelación y son viables hasta por 10 años, un proceso conocido como crioconservación.
Los intentos experimentales de congelar a los seres humanos para su posterior avivamiento son conocidos como criónicos.

## Preservación alimentaria
La congelación es un método común de conservación de alimentos que retarda la descomposición de los alimentos y el crecimiento de microorganismos. Además del efecto de temperaturas más bajas en las velocidades de reacción, la congelación hace que el agua esté menos disponible para el crecimiento bacteriano.